# Aeroportul Monghsat
Aeroportul Monghsat (IATA: MOG, ICAO: VYMS) este un aeroport din Mong Hsat⁠(d), Mong Hsat Township⁠(d), Mong Hsat District⁠(d), Statul Shan, Myanmar ce deservește zona Mong Hsat⁠(d).
Situat la o altitudine de 576 m, aeroportul dispune de o singură pistă.